# Araeolaimus paracylindricauda
Araeolaimus paracylindricauda is een rondwormensoort uit de familie van de Diplopeltidae. De wetenschappelijke naam van de soort is voor het eerst geldig gepubliceerd in 1959 door Allgén.